# Første person ental
Første person ental er en dansk kortfilm fra 2006 med instruktion og manuskript af Tom Vilhelm Jensen.

## Handling
Emil, 23, er mors dreng. Hun kender alle hans hemmeligheder bortset fra hans gemmested og de små sonater han skriver, når han er alene. Den ambitiøse men ikke så disciplinerede Sophia, 20, optages på moderens klaverskole og sår splid med sin uventede interesse for Emil. Emil forstår ikke det intrigespil, han pludselig spiller hovedrollen i, men de nye følelser giver ham modet til at sige sin mor imod for første gang, og de kalder på en ærlighedserklæring: En sonate til Sophia, for det er hende, han er forelsket i. Men sonaten efterlader Sophia kold, og Emil søger trøst hos mor, som minder ham om at i visse miljøer tænker folk kun på sig selv og de, der involverer sig med dem, ofte betaler prisen. For Emil handler det imidlertid ikke om, hvem der skal betale prisen for hans forliste følelser, men om hvordan hun skal straffes.

## Medvirkende
- Cyron Melville - Emil
- Amalie Dollerup - Sophia
- Vibeke Hastrup - Mor
- Simon Pedersen - Emil som lille
- Vibe Sloth Nielsen - Pianist